# 35. Jahrhundert v. Chr.
Portal Geschichte | Portal Biografien | Aktuelle Ereignisse | Jahreskalender | Tagesartikel

◄ |
5. Jt. v. Chr. |
4. Jahrtausend v. Chr. | 3. Jt. v. Chr.  ►

◄ |
37. Jh. v. Chr. |
36. Jh. v. Chr. |
35. Jahrhundert v. Chr. |
34. Jh. v. Chr. |
33. Jh. v. Chr. |
►
Das 35. Jahrhundert v. Chr. begann am 1. Januar 3500 v. Chr. und endete am 31. Dezember 3401 v. Chr. Dies entspricht dem Zeitraum 5450 bis 5351 vor heute oder dem Intervall 4715 bis 4605 Radiokohlenstoffjahre.

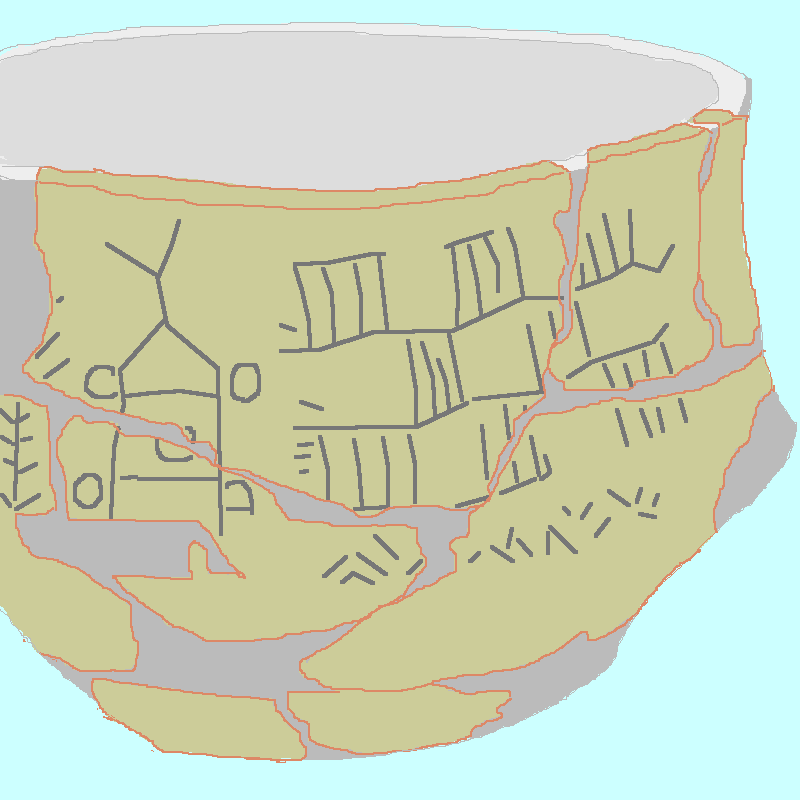
Zeichnung auf einem Krug aus Bronocice (Südpolen). Das Detail links ist die weltweit älteste Darstellung eines Wagens mit vier Rädern.

## Zeitalter/Epoche
- Subboreal (ab 3710 bis  450 v. Chr.).
- Das Spätneolithikum (3500 bis 2800 v. Chr.) setzt ein.

## Ereignisse/Entwicklungen
- Ausgehend von einer semiariden Savannenlandschaft wandelt sich die Sahara durch Desertifikation zur Wüste.
- Um 3500 v. Chr. wird in Hierakonpolis der erste Zoo gegründet.
- Zweite Auswanderungswelle aus dem Raum der Kurgankultur.
- Beginn des Baus der Megalithanlagen der Trichterbecherkultur.
- In Mesopotamien wird um 3500 v. Chr. die Stadt Tell Hamoukar durch eine Belagerung und Eroberung zerstört. Es ist der erste Nachweis eines organisierten Krieges.

## Erfindungen und Entdeckungen
- Im Gebiet des heutigen Kasachstans begannen Menschen der Botai-Kultur mit der Domestizierung von Pferden zur Milchgewinnung und als Reittier.[2]
- Seit mindestens 3500 v. Chr. (eventuell schon viel eher) werden Wagen in Mesopotamien, Mitteleuropa und Nordeuropa genutzt.[3][4][5]
- Die Wandlung der piktographischen Proto-Schrift der Sumerer zu einem Schriftsystem lässt echte Geschichte entstehen.
- um 3500 v. Chr. wurden die ägyptischen Hieroglyphen in Ägypten entwickelt.[6]
 Bis heute ist es umstritten, ob die Keilschrift in Sumer oder das ägyptische Hieroglyphensystem zuerst Verwendung fand. Die Proto-Keilschrift ist sehr wahrscheinlich älter als die Hieroglyphen, da die Anfänge der sumerischen Piktogramme, welche später zur Proto-Keilschrift führten, bereits im frühen 4. Jahrtausend v. Chr. registriert werden, wohingegen die ältesten Hieroglyphenfunde aus Abydos erst auf 3500 v. Chr. datiert werden.
- Erste Baumwollepflanzungen in Amerika.

## Archäologische Kulturen

### Kulturen in Nordafrika
- Tenerium (5200 bis 2500 v. Chr.) in der Ténéré-Wüste mit Fundstätte Gobero

### Kulturen in Ägypten

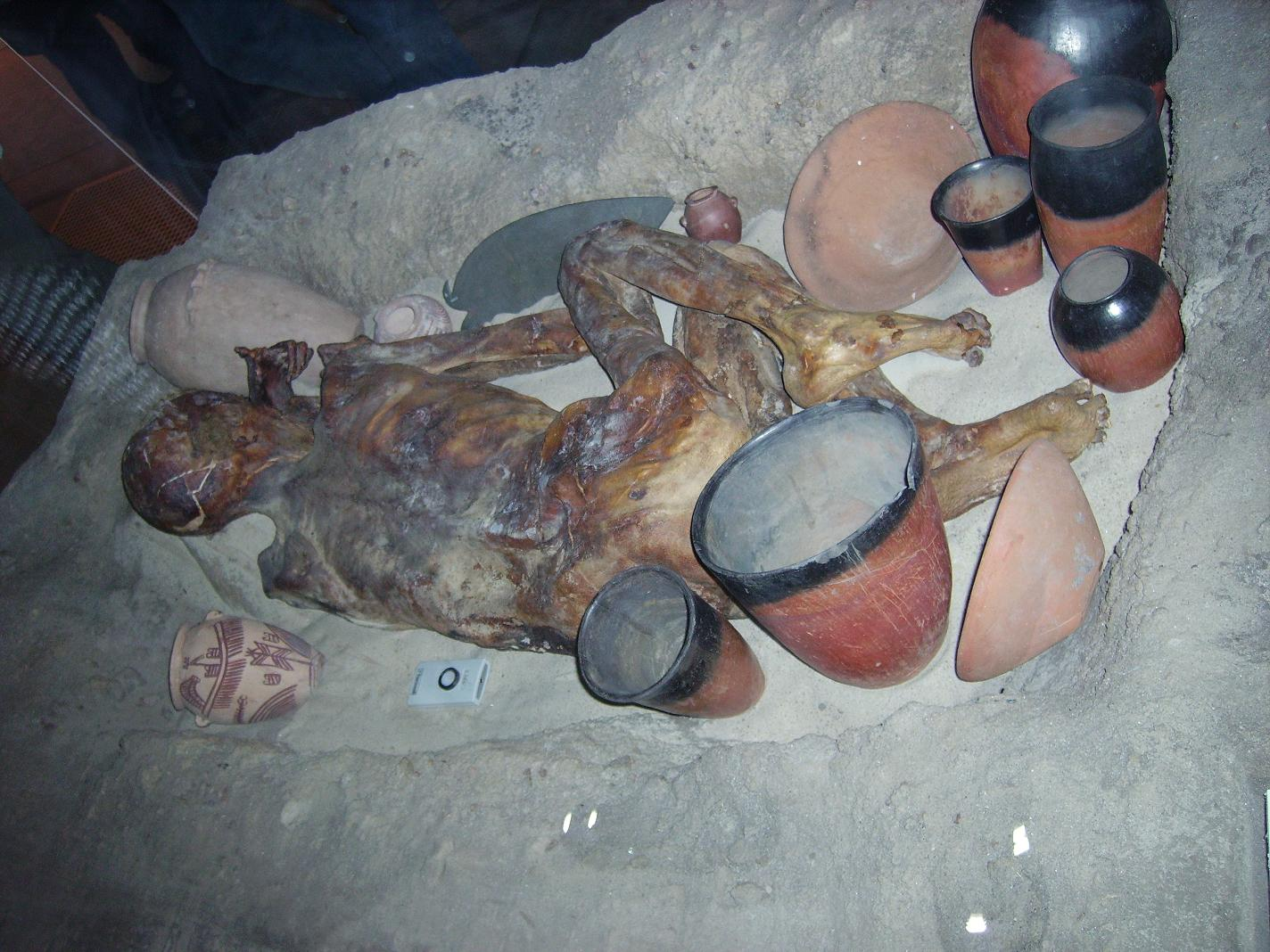
Mumie von Gebelein mit typischer Naqada-Keramik, ca. 3400 v. Chr.

- Um 3500 v. Chr. beginnt die Naqada II Periode in Ägypten, deren kultureller Ballungsraum in Hierakonpolis lag. Die Grundlagen zum späteren Königtum wurden wahrscheinlich hier gelegt.[7][8][9] In Gebelein wurden erstaunlich gut erhaltene, vordynastische Mumien entdeckt, die vom Ende des Jahrhunderts stammen.

### Kulturen in Mesopotamien und im Nahen Osten
- Ghassulien-Kultur (4500 bis 3500 v. Chr.) in Israel
- Dschiroft-Kultur (4000 bis 1000 v. Chr.) im Iran
- Die Mittlere Uruk-Zeit (3800 bis 3400 v. Chr. – Uruk VIII bis Uruk VI bzw. LC-3) – geht in Mesopotamien zu Ende.
- Einzelfundstätten:
  - Ninive (ab 6500 v. Chr.) im Norden Mesopotamiens – Ninive 3 bzw. Gaura A
  - Tappe Sialk (6000 bis 2500 v. Chr.) im Iran – Sialk III
  - Amuq (6000 bis 2900 v. Chr.) in der Türkei – Amuq F
  - Tell Brak (6000 bis 1360 v. Chr.) in Syrien – TW 18-19
  - Mersin (5400 bis 2900 v. Chr.) in Anatolien – Mersin 15
  - Eridu (ab 5300 bis ca. 1950 v. Chr.) in Mesopotamien – Eridu 8-6
  - Tappa Gaura (5000 bis 1500 v. Chr.) im Norden Mesopotamiens – Gaura 11-10
  - Tell Chuera (5000 bis 1200 v. Chr.) in Syrien
  - Tell Hamoukar (4500 bis 2000 v. Chr.) in Syrien
  - Arslantepe in der Türkei – Periode VII
  - Tepe Yahya im Iran – Periode V der Yahya-Kultur (3800 bis 3400 v. Chr.)
  - Susa im Iran (ab 4000 v. Chr.) – Susa II
  - Tell Hammam et-Turkman in Syrien – Vb

### Kulturen in Ostasien
- China
  - Dadiwan-Kultur (5800 bis 3000 v. Chr.), oberer Gelber Fluss
  - Yangshao-Kultur (5000 bis 2000 v. Chr.), Zentral- und Nordchina
  - Hongshan-Kultur (4700 bis 2900 v. Chr.), Nordostchina
  - Daxi-Kultur (4400 bis 3300 v. Chr.), mittlerer Jangtsekiang
  - Dawenkou-Kultur (4100 bis 2600 v. Chr.), entlang Gelbem Meer
  - Beiyinyangying-Kultur (4000 bis 3000 v. Chr.), unterer Jangtsekiang
  - Songze-Kultur (3900 bis 3200 v. Chr.), unterer Jangtsekiang
  - Miaozigou-Kultur (3500 bis 3000 v. Chr.).
- Vietnam:
  - Đa Bút-Kultur (4000 bis 1700 v. Chr.)
- Korea:
  - Frühe Jeulmun-Zeit (6000 bis 3500 v. Chr.)
- Japan:
  - Frühe Jōmon-Zeit (Jōmon III – 4000 bis 3000/2500 v. Chr.) mit den ersten größeren Siedlungen

### Kulturen in Südasien
- Industal:
  - Amri-Kultur (4. und 3. Jahrtausend v. Chr.)
- Belutschistan:
  - Mehrgarh –
  - Nal-Kultur (3800 bis 2200 v. Chr.)

### Kulturen in Nordasien
- Kasachstan:
  - Botai-Kultur (3700 bis 3100 v. Chr.)
- Sibirien:
  - Afanassjewo-Kultur im Süden Sibiriens (3500 bis 2500 v. Chr.)

### Kulturen in Europa
- Nordeuropa:
  - Bootaxtkultur (4200 bis 2000 v. Chr.) in Skandinavien und im Baltikum
- Nordosteuropa:
  - Memel-Kultur (7000 bis 3000 v. Chr.) in Polen, Litauen und Belarus
  - Grübchenkeramische Kultur (4200 bis 2000 v. Chr. – Radiokarbonmethode: 5600 bis 2300 v. Chr.) in Norwegen, Schweden, Baltikum, Russland und Ukraine
  - Rzucewo-Kultur (5300 bis 1750 v. Chr.) im Baltikum und in Polen
  - Narva-Kultur (5300 bis 1750 v. Chr.) in Estland, Lettland und Litauen
- Osteuropa:
  - Kurgan-Kulturen (5000 bis 3000 v. Chr.) in Kasachstan, Russland und Ukraine
  - Jamnaja-Kultur (3600 bis 2300 v. Chr.) in Russland und in der Ukraine
- Südosteuropa:
  - Cucuteni-Kultur (4800 bis 3200 v. Chr.) in Rumänien, Moldawien und in der Ukraine
  - Cernavodă-Kultur (4000 bis 3200 v. Chr.) in Rumänien, Moldawien und Ukraine
  - Kreta – frühminoische Vorpalastzeit gemäß Warren und Hankey (1989) – FM I (3650/3500 bis 3000 v. Chr.).[10] Laut Manning (1995) liegt der Beginn des FM I jedoch wesentlich später, nämlich bei 3100/3000 v. Chr.;[11] in der niedrigen und in der hohen Datierung erfolgt er bei 3300 v. Chr.
- Mitteleuropa:
  - Altheimer Gruppe – Bayern – 3800 bis 3400/3300 v. Chr.
  - Beginn der Chamer Kultur – Bayern, Tschechien, Österreich – 3500 bis 2700 v. Chr.
  - Badener Kultur – Mittel-Donauraum – Früheste Boleraz (3517 bis 3373 v. Chr.)
  - Mondseekultur – Salzkammergut – 3770 bis 3200 v. Chr.
  - Einsetzen der Wartberg-Kultur in Nordhessen – 3500 bis 2800 v. Chr.
  - Trichterbecherkultur (nördliches Mitteleuropa) – 4200 bis 2800 v. Chr.
  - Verschwinden der Baalberger Kultur (3800 bis 3400 v. Chr.) gegen Ende des Jahrhunderts.
- Westeuropa:
  - Chassey-Lagozza-Cortaillod-Kultur (4600 bis 2400 v. Chr.) in Frankreich, Schweiz und Italien mit
    - Lagozza-Kultur (3900 bis 3400 v. Chr.) in Oberitalien

  - Megalithkulturen:
    - Frankreich (4700 bis 2000 v. Chr.)
    - Iberische Halbinsel (4000 bis 2000 v. Chr.)
    - Sardinien: Ozieri-Kultur (4000 bis 3200 v. Chr.)
    - Malta: Ġgantija-Phase der Tempelperiode (3600 bis 3300/3000 v. Chr.).

### Kulturen in Amerika
- Nord- und Zentralamerika:
  - Archaische Periode. Errichtung von Mounds in den östlichen Waldgebieten ab 4000 v. Chr.
  - Coxcatlán-Phase (5000–3400 v. Chr.) in Tehuacán (Mexiko)
- Südamerika:
  - Chinchorro-Kultur (7020 bis 1500 v. Chr.) in Nordchile und Südperu
  - Valdivia-Kultur (3950 bis 1750 v. Chr.) in Ecuador